# لاري نصار
لورانس جيرارد نصار (بالإنجليزية: Lawrence Gerard Nassar) (16 أغسطس 1963) كان طبيبا أمريكيا يعمل مع فريق الجمباز الأمريكي وفي يوم 24 يناير 2018 قضت محكمة أمريكية بسجن لاري نصار لمدة تتراوح بين 40 و175 عاما بسبب تحرشه جنسيا بالعديد من اللاعبات وإدانته بتهمة الاعتداء جنسياً على رياضيات ومريضات طوال عقود وجاء الحكم بعد الاستماع إلى شهادات 160 من ضحاياه.

## حياته
ولد نصار في 16 أغسطس 1963 في فارمنجتون هيلز، ميشيغان، لفريد نصار (1925–2000) وماري نصار (1924–2019) وكلاهما من أصل لبناني في سن 15 عام 1978 بدأ العمل كمدرب رياضي طالب لفريق الجمباز النسائي في مدرسة North Farmington High School، بناءً على توصية من أخيه الأكبر مايك، الذي كان مدربًا رياضيًا في المدرسة. تخرج نصار من مدرسة نورث فارمنجتون الثانوية في عام 1988 درس علم الحركة في جامعة ميشيغان، حيث حصل على شهادته الجامعية في عام 1985 خلال هذه الفترة، عمل في فريق كرة القدم والجري والميدان.
```
تزوج ستيفاني لين أندرسون في 19 أكتوبر 1996 في كنيسة سانت جون الكاثوليكية في شرق لانسينغ. لديهم ابنتان وابن انفصل الزوجان بعد القبض عليه للاشتباه في ارتكابه جرائم جنسية. حصلت ستيفاني نصار على الطلاق من زوجها المنفصل في يوليو 2017 وحصلت على حضانة كاملة لأطفالهم الثلاثة.
```

```
في وقت اعتقاله في ديسمبر 2016، عاش نصار في هولت، ميشيغان على الرغم من اتهامه علنًا بارتكاب جرائم جنسية، ترشح نصار لمجلس مدرسة هولت في عام 2016، وحصل على 21% من الأصوات.
```

هو طبيب أمريكي يعمل كمعالج في البرامج التدريبية للألعاب الأولمبية، عمل لورانس نصار خلال الفترة ما بين 1980 إلى 2015 أي ما يقرب من 35 عام في برنامج الألعاب الأولمبية الأمريكي، وخلال عام 2015 طردته الهيئة القومية للرياضة من العمل بعد انتشار فضيحته ومعرفة الجميع أنه اعتدى على ما يقرب من 140 طفلة ومراهقة خلال سنوات عمله.

## محاكمته
وقف المتهم بالاعتداء الجنسي على 140 شابة وطفلة أكثرهم لاعبات جمباز ؛ أمام المحكمة في ولاية ميتشغن في مدينة لانسينغ، بعد ما قامت أكثر من 60 امرأة وطفلة برفع قضية ضده يتهمة الاعتداء الجنسي عليهن، في البداية أنكر لاري هذه الاتهامات ولكن في نوفمبر من عام 2017 أقر لورانس نصار بتهم الاعتداءات الجنسية الموجه إليه، واعترف أنه بالفعل قام بتلك الاعتداءات في نادي ألعاب الجمباز وفي مكتبه بجامعة ولاية ميتشيغان وفي منزله بعد ان وجدت الحكومة علي جهازه ما يقارب 36 الف صورة اباحية ظهر فيها عدد كبير من لاعبات كانوا يعالَجون بواسطته قام بتقديم مذكرة اعتذار املاً في تخفيف الحكم لكن تم رفضها وحكم عليه بالسجن ما يقارب 175 عام.

## ضحاياه
كايلي ستيفنز وهي إحدى ضحايا هذا الطبيب بل وتعتبر أولى ضحاياه، فقد كانت أسرتها صديقة لأسرة لاري نصار، وقد أشارت كايلى ستيفنز أن لارى قام بالاعتداء الجنسي عليها وهي في عمر السادسة، وعندما أخبرت أهلها بهذا الاعتداء قام لاري بإقناعهم أنها كاذبة، وذكرت كايلي أن هذا المقزز الكاذب استعمل جسدها لأكثر من ست سنوات لإشباع رغباته الجنسية، وهذا ما سبب لها حالة نفسية سيئة طوال سنوات حياتها خاصة أنها لم تتمكن من الدفاع عن نفسها، كما ذكرت أنها خضعت لعلاج نفسي لفترة طويلة واضطرت للعمل كمربية أطفال عند الطبيب لورانس نصار لحماية أطفاله من اعتدائه الجنسي عليهم.
أما عن الضحية الثانية للطبيب لورانس نصار فقد أشارت والدتها أنها عانت من حالة نفسية سيئة للغاية بسبب الاعتداءات الجنسية التي تعرضت لها من قبل نصار، حتى أنها لم تتحمل تلك المأساة وانتحرت عام 2009، وكانت في مقتبل عمرها، فلم تبلغ سوى 23 عام.
أما الضحية الثالثة فهي البطلة الأولمبية سايمون بايلز، و هي البطلة الأمريكية التي تبلغ من العمر عشرون عامًا والحائزة على أربع ميداليات ذهبية وبرونزية و من بينها واحدة في أولمبياد ريو 2016، فقد وقفت سايمون أمام المحكمة وأشارت إلى لاري أنه اعتدى عليها أكثر من مرة بهدف تدريبها لاستعدادات أولمبياد طوكيو 2020.

## وصلات خارجية
- لاري نصار على موقع IMDb (الإنجليزية)